# 全日本鉄道労働組合総連合会
全日本鉄道労働組合総連合会（ぜんにほんてつどうろうどうくみあいそうれんごうかい、略称：JR総連（ジェイアールそうれん）、英語：Japan Confederation of Railway Workers' Union、略称：JRU）は、JRグループの労働組合の連合組織である。日本労働組合総連合会（連合）、全日本交通運輸産業労働組合協議会（交運労協）、国際運輸労連（ITF）に加盟している。
現在、JR総連はJR東日本・JR北海道・JR貨物で多数派の労働組合を形成している。その他、鉄道関連（車内販売、古くは列車食堂やビュッフェ営業）としてホテル聚楽の労働組合であるホテル聚楽労働組合が加盟している。
国鉄時代に採用された組合員の定年退職が相次いでいるのに加え、2018年以降のJR東日本での労政転換による傘下組合からの組合員の大量脱退もあり、組合員数は減少傾向にある。2020年（令和2年）現在、組合員数は18,742名。委員長は山口浩治である。

## 歴史
1987年（昭和62年）の国鉄分割民営化にあたって、国鉄分割民営化に協力し、航空や自家用車・トラックの台頭で輸送シェアが低下し、斜陽化していた鉄道産業の再生と組合員の雇用を守るため、国鉄時代の国鉄動力車労働組合（動労）・鉄道労働組合（鉄労）・全国鉄道施設労働組合（全施労）・車輌労働組合（車労）・鉄輪会・社員労働組合・更に分割民営化に反対だった国鉄労働組合（国労）から分裂した真国鉄労働組合（真国労）などが、同年2月2日に国鉄改革労働組合協議会を結成した。初代会長は鉄労(旧鉄労）出身の志摩好達である。分割民営化後は各企業ごとの労働組合の連合体として全日本鉄道労働組合総連合会（鉄道労連）を発足させ、同年4月1日付けで全民労協に加盟した。略称は後にJR総連としている。
本州では予想以上の退職者が出て、定員割れになりそうな状況であった。
2月2日の鉄道労連結成大会では「われわれの仲間たちが民営化成功のために、派遣や広域異動、一時帰休に応じたのに対して、反対し妨害した汗も涙も流さぬ職員が現地で採用される、などということは絶対に認めない」とする内容を含む『新会社の採用・配属に関する特別決議』を採択し、たとえ定員割れになっても、国労など分割民営化に反対する職員を採用しないよう要請した（詳細は国鉄労働組合#JR以降と政府・経営側の評価を参照）。
JRには、本州・四国では国労・全動労などの組合員もほとんど採用されたが、定員超過の北海道・九州では、採用調査で国労･全動労の方針である｢現地現職｣と記入したり、白紙で提出したため採用されない組合員もいた。
鉄道労連の不採用者は全国で29名（北海道22、東日本1、西日本2、九州4。東海、四国は全員採用）、採用率は99％を超えた。一方、国労の不採用者は全国で5,049名（北海道3,400、本州3社57、四国2、九州1,550）であり、本州や四国の採用率は99％を超えたが、北海道と九州ではそれぞれ48％、43.1％だった。全動労も、北海道と九州の採用率はそれぞれ28.1％、32％だった。また、旧鉄労出身の志摩は「民営化に反対し、本来採用すべきでない人たちを採用したのだから、この人たちを絶対に本務（本来の鉄道の仕事）につけないこと。もし本務についてドライバー（運転士）や車掌をやるといつストライキをやるか分からない」と要請。JR東日本では、鉄道の本務勤務は鉄道労連が占めた一方、雇用を守るために一時帰休や期限付きで他企業（いすゞ自動車や日産自動車など）やグループ会社へ出向・派遣に応じた鉄道労連の組合員も多数いた。
その後、旧鉄労系と旧動労系の間で組織を二分する対立が生じ、結局鉄労色の強いJR東海労組（後のJR東海ユニオン）・JR西労組・JR四国労組・JR九州労組の4組合がJR総連を離脱した。これらの会社のJR総連支持派組合員はこれに反撥して新組合JR東海労、JR西労、JR九州労（後に解散し、一部はJR九州ユニオンへ移行）を結成、JR総連に加盟して分裂した。これらの会社では総連系の組合は少数派に転落した。その後1992年（平成4年）5月18日に、1987年（昭和62年）2月28日に国労から分離発足した旧日本鉄道産業労働組合総連合（旧鉄産総連）労働組合が総連を離脱した4組合に合流し、日本鉄道労働組合連合会（JR連合）を発足させている。なお、2006年（平成18年）7月に先述したJR九州労の解散に端を発する組織問題からJR九州ユニオンがJR総連からの脱退を表明（後に除名）。2006年8月以降、JR四国・JR九州にはJR総連加盟組合は存在しない。
JR総連には旧・日本テレコムの流れを汲むソフトバンク労働組合も加盟していたが、情報通信事業のグローバル競争などを踏まえ、2019年の第35回定期大会においてJR総連からの「卒業」の承認を受け、情報労連に移籍した。

## 革マル派との関係
JR総連の実質的な前身である国鉄動力車労働組合（動労本部）が革マル派の影響下にあったと公然と言われていたが、現在もなおJR総連が革マル派の影響下にあるという見方がある。
革マル派との関係については、以前から『週刊文春』や『週刊現代』などが取り上げていたが、2010年（平成22年）2月、警察庁は広報誌にて「労働運動等への介入を強めた過激派」への動向に警鐘を鳴らした上で、JR総連やJR東労組に革マル派が浸透しているとの認識を示した。これについて佐藤勉衆議院議員が第174回国会の質問答弁にて鳩山由紀夫首相に問い質したところ、鳩山首相は「JR総連及びJR東労組の影響を行使し得る立場に、革マル派活動家が相当浸透している」との答弁書を送付した。更に、8月3日に開催された第175回国会衆議院予算委員会にて衆議院議員の平沢勝栄が「JR総連及びJR東労組の政策調査部長という幹部が民主党の公認で全国比例区から出馬し当選している」と指摘、それに対して国家公安委員会委員長の中野寛成（当時）は「革マル派が相当浸透しているとの認識は事実である」「候補者が民主党から出たいと希望し、当時の民主党執行部が判断し、公認した」という趣旨の答弁を行った。
革マル派と対立関係にある中核派や革労協主流派は、JR総連を「JR総連カクマル」（中核派の場合）、「JR総連革マル」（革労協の場合）と呼ぶなど、JR総連やJR東労組が革マル派と密接な関係にあることを当然視している。ただし、中核派は革マル派が2000年に「カクマル中央」（黒田派）と「JR総連カクマル」（松崎派）に分裂したとしており、革労協主流派は革マル派中央とJR総連の分離は偽装で、両者は今でも一体であるとしている。しかし、JR総連側は関連性を否定している。
JR総連と革マル派との関係は、日本国外からも注視されている。韓国の民主労総傘下の韓国鉄道公社労組は、JR総連と共闘態勢を取っている。韓国の治安機関は、日本の過激派がJR総連経由で韓国に浸透するかもしれないと警戒している。
JR総連およびJR東労組が、『週刊現代』の連載記事「テロリストに乗っ取られたJR東日本の真実」で名誉を傷付けられたとして、発行元の講談社などに損害賠償を求めた裁判で、最高裁判所は上告を棄却し、名誉棄損の成立を認め、講談社などに770万円の賠償を命じた週刊現代側敗訴の判決が確定した。
なお、日本政府や警察庁は、先述したようにJR総連を「革マル派が浸透している組織」と認識している。

## 政党との関係
2022年の時点で、選挙では主に立憲民主党を支援しているが、嘗ては民主党と生活の党を支援してきた。沖縄での活動も目立つ。2010年（平成22年）の第22回参院選では、組織内候補の田城郁が比例区で民主党公認を受け、当選している。
一方で、民主党所属議員の枝野幸男らがJR総連より献金を受けている事を、民主党政権時代に野党であった自民党議員が追及していたが、2011年（平成23年）2月10日の第177回国会での答弁にて枝野幸男（当時内閣官房長官）は「政治資金規正法に基づき適正に受領している」として返還する必要はないとの認識を明らかにした。また、2011年（平成23年）2月8日には、衆議院議員の棚橋泰文により、
内閣総理大臣を務めた菅直人（当時）がJR総連より献金を受けていた事が指摘されている。
また、小沢一郎がリベラル、中道左派的な思想に変化すると、小沢グループの議員らとも親しくなっており、山岡賢次が田城の公認を後押しした。その後、小沢が民主党を離党しても協力関係は続き、第23回参院選では比例区において、生活の党の山岡を推薦した。しかし、生活の党は1議席も取れず、山岡は落選した。そして、第24回参院選では比例区から出馬し再選を目指した田城は、高得票落選者の3位で民進党候補としては次点だった。2017年06月のJR総連定期大会に来賓として出席した民進党の選対委員長代理の近藤洋介は、2016年参議院選挙でJR総連の組織内議員であった参議院前議員の田城郁が落選したことについて、「非常に残念で、民進党の力不足でもある」と謝罪した。

## 傘下労働組合・組織
- 北海道旅客鉄道労働組合（JR北海道労組[17]）
- 東日本旅客鉄道労働組合（JR東労組）
- JRセントラル労働組合
- JR西日本労働組合（JR西労）
- 日本貨物鉄道労働組合（JR貨物労組）
- 鉄道総合技術研究所労働組合（鉄研労）[18]
- 鉄道情報システム労働組合（システム労）[18]
- ホテル聚楽労働組合（ホテル聚楽労組）[18]

## 過去に加盟していた労働組合・組織
- JR東海労働組合（JR東海労）[19]
- JR九州ユニオン
- ソフトバンク労働組合